# Право на доступ до суду
Пра́во на до́ступ до су́ду — це право людини, що передбачає можливість безперешкодного звернення до суду за захистом своїх прав. Воно випливає з п. 1 ст. 6 Європейської конвенції про захист прав людини та основоположних свобод, хоча прямо там не зафіксоване.

## Правові передумови забезпечення доступу до суду
Одною з передумов забезпечення доступу до суду є наявність в особи права на судовий захист. Це право випливає з ч. 3 ст. 8, ч. 1 ст. 55 Конституції України. Крім того, воно в подальшому деталізується в процесуальних кодексах (ст. ст. 3, 4 Цивільного процесуального кодексу, ст. 5 Кодексу адміністративного судочинства). Воно забезпечує можливість особи відстоювати свої права у будь — якій життєвій ситуації, зокрема, пов'язаній з  незаконними діями (бездіяльністю) органів державної влади.
Другою передумовою забезпечення доступу до суду є нормативне закріплення й
реальне дотримання рівності громадян перед законом і судом. Це означає, що не повинно бути жодних обмежень, за будь-якими ознаками, у разі звернення до суду. Обмеження можливе тільки у випадку відсутності в особи процесуальної правоздатності й дієздатності.

## Погляди щодо розуміння доступності правосуддя
І. Джекоб вважав, що потреба у доступності правосуддя полягає у двох аспектах. По-перше, повинно гарантуватись визнання прав громадян, і по-друге, здатність вирішувати правові суперечки за допомогою правосуддя.
В. М. Семенов дотримувався думки, що доступність правосуддя це забезпечена державою можливість особи звернутись до суду задля захисту своїх прав та інтересів.
На думку О. В. Іванова доступність судочинства виявляється в таких положеннях: встановленні права особи звернутись до суду без будь-яких обмежень; низьких розмірах витрат; можливості введення справи як особисто так і через уповноважену особу; встановленні короткого строку розгляду справи, та ін.
Сидоренко В. М. зазначає, що принципом доступності правосуддя є забезпечена законом можливість безперешкодно звернутися до суду за захистом своїх прав та отримати судовий захист.
Марочкін І. Є виділяє такі елементи доступності судового захисту прав:
- Можливість будь-якої особи звернутися за захистом до відповідного компетентного суду;

- Обов'язок судді взяти справу на розгляд;

- Наявність в учасників судочинства процесуальних прав.

## Гарантії реалізації права на доступ до суду
- організаційно-правові:
  - судоустрійні — полягають в побудові системи судів таким чином, щоб вони були максимально приближені та доступні для населення; доборі лише висококваліфікованих осіб на посаду судді; матеріально — технічному забезпеченні судів.
  - судочинні — передбачають порядок порушення судового провадження та процедуру розгляду справи; розумні строки розгляду провадження; дотримання процесуальних прав суб'єктів правового розгляду; можливість оскарження рішення; та їх реальне виконання.
- матеріальні (економічні):
  - розумність та обґрунтованість судових витрат — полягає в організації судового процесу таким чином, щоб всі зацікавлені особи мали змогу звернутись до суду незалежно від їх майнового статусу;
  - фінансування з боку держави діяльності судів — забезпечення судів всіма необхідними засобами для здійснення судочинства, що забезпечує їх незалежність;
  - надання первинної та вторинної безоплатної юридичної допомоги — безоплатні юридичні консультації та інша юридична допомога малозабезпеченим верствам населення.

## Міжнародні стандарти права на доступ до суду
Першим міжнародним актом, що закріплював право на доступ до суду була Загальна декларація прав людини, що встановлює: «Кожна людина має право на ефективне поновлення у правах компетентними національними судами в разі порушення її основних прав, наданих їй конституцією або законом»
У подальшому ця ідея знайшла своє відображення у ст. 14 Міжнародного пакту про громадянські й політичні права 1966 р., в якому зазначається, що кожен має право, при розгляді будь-якого кримінального або цивільного обвинувачення, пед'явленого  йому, на справедливий розгляд справи, компетентним судом, створеним на підставі закону.
Наступним кроком в міжнародному закріпленні права на доступ до суду було прийняття низки норм в Женевських конвенціях про захист жертв війни і Додаткових протоколах до неї, «Женевській конвенції про захист цивільного населення під час війни», «Женевської конвенції про поводження з військовополоненими», «Женевської конвенції про покращення становища поранених і хворих у діючих арміях».
Також заслуговує уваги «Конвенція про доступ до інформації, участь громадськості в процесі прийняття рішень і доступ до право суддя з питань, що стосуються довкілля». Цей документ закріплює право кожної особи, яка вважає, що її права на запит інформації, яка стосується довкілля, неправомірно відхилені на доступ до   на доступ до процедури розгляду прийнятого рішення в суді або іншому незалежному й неупередженому органі, заснованому згідно із законом.
Це питання також розглядається і в деяких інших міжнародних актах, таких як: резолюції «Про юридичну допомогу і консультації», «Про юридичну допомогу з цивільних, торгових і адміністративних справ»; рекомендації «Про ефективний доступ до закону і правосуддя малозабезпечених осіб», «Про заходи щодо недопущення і скорочення надмірного робочого навантаження на суддів», «Про шляхи полегшення доступу до правосуддя», «Про принципи цивільного судочинства, спрямовані на удосконалення судової системи», «Про введення в дію і вдосконалення функціонування систем і процедур оскарження із цивільних і торговельних справ», «Про відбір, обробку, надання і архівацію судових рішень у правових інформаційно-пошукових системах», «Про становище потерпілого у кримінальному праві і кримінальному процесі», «Про спрощення кримінального судочинства», «Про спрощення управління системою кримінального правосуддя»